# Tour d'Italie féminin 1990
La 3e édition du Tour d'Italie féminin (Giro Donne 1990, Giro d'Italia Internazionale Femminile en italien) a lieu du 13 au 22 juillet 1990.

## Présentation

### Équipes
| Unknown team category |
|                       |

## Étapes
| Étape     | Date      | Villes étapes                                 | type                        | Distance (km) | Vainqueur d'étape | Leader du classement général |
| --------- | --------- | --------------------------------------------- | --------------------------- | ------------- | ----------------- | ---------------------------- |
| Prologue  | 13 juill. | Cosenza – Cosenza                             | prologue                    |               | Petra Rossner     |                              |
| 1re étape | 14 juill. | Cosenza – Castrovillari                       |                             | 77            | Catherine Marsal  |                              |
| 2e étape  | 15 juill. | Sala Consilina – Salerne                      |                             | 82            | Cécile Odin       |                              |
| 3e étape  | 16 juill. | Venafro – Roccaraso                           |                             |               | Catherine Marsal  |                              |
| 4e étape  | 17 juill. | Città Sant'Angelo – Teramo                    |                             |               | Francesca Galli   |                              |
| 5e étape  | 18 juill. | Viterbe – San Quirico d'Orcia                 |                             |               | Evelyne Müller    |                              |
| 6e étape  | 19 juill. | Castelfiorentino – Castiglione dei Pepoli     |                             |               | Kathy Watt        |                              |
| 7e étape  | 20 juill. | Castelvetro di Modena – Castelvetro di Modena | contre-la-montre individuel |               | Maria Canins      |                              |
| 8e étape  | 21 juill. | Modène – Vérone                               |                             |               | Elisabetta Fanton |                              |

## Classement général final
| \| Classement général \| Classement général \| Classement général \| Classement général \| Classement général \| \| Coureur \| Coureur \| Pays \| Équipe \| Temps \| \| ------------------ \| ------------------ \| ------------------ \| ------------------ \| ------------------ \| \| 1re \| Catherine Marsal \| France \| \| 16 h 34 min 54 s \| \| 2e \| Maria Canins \| Italie \| \| + 48 s \| \| 3e \| Kathy Watt \| Australie \| \| + 2 min 47 s \| \| 4e \| Cécile Odin \| France \| \| + 5 min 01 s \| \| 5e \| Eva Orvošová \| Tchécoslovaquie \| \| + 5 min 16 s \| |                  |                 |        |                  |
| |                  |                 |        |                  |
| |                  |                 |        |                  |
| Classement général |                  |                 |        |                  |
| Coureur | Coureur          | Pays            | Équipe | Temps            |
| 1re | Catherine Marsal | France          |        | 16 h 34 min 54 s |
| 2e | Maria Canins     | Italie          |        | + 48 s           |
| 3e | Kathy Watt       | Australie       |        | + 2 min 47 s     |
| 4e | Cécile Odin      | France          |        | + 5 min 01 s     |
| 5e | Eva Orvošová     | Tchécoslovaquie |        | + 5 min 16 s     |

## Classements annexes
| Classement par points | Classement par points | Classement par points | Classement par points | Classement par points |
| Coureur               | Coureur               | Pays                  | Équipe                | Points                |
| --------------------- | --------------------- | --------------------- | --------------------- | --------------------- |

| Classement par points | Classement par points | Classement par points | Classement par points | Classement par points |
| Coureur               | Coureur               | Pays                  | Équipe                | Points                |
| --------------------- | --------------------- | --------------------- | --------------------- | --------------------- |

| Classement de la montagne | Classement de la montagne | Classement de la montagne | Classement de la montagne | Classement de la montagne |
| Coureur                   | Coureur                   | Pays                      | Équipe                    | Points                    |
| ------------------------- | ------------------------- | ------------------------- | ------------------------- | ------------------------- |

| Classement de la montagne | Classement de la montagne | Classement de la montagne | Classement de la montagne | Classement de la montagne |
| Coureur                   | Coureur                   | Pays                      | Équipe                    | Points                    |
| ------------------------- | ------------------------- | ------------------------- | ------------------------- | ------------------------- |

| Classement des sprints | Classement des sprints | Classement des sprints | Classement des sprints | Classement des sprints |
| Coureur                | Coureur                | Pays                   | Équipe                 | Points                 |
| ---------------------- | ---------------------- | ---------------------- | ---------------------- | ---------------------- |

| Classement des sprints | Classement des sprints | Classement des sprints | Classement des sprints | Classement des sprints |
| Coureur                | Coureur                | Pays                   | Équipe                 | Points                 |
| ---------------------- | ---------------------- | ---------------------- | ---------------------- | ---------------------- |

| Classement du meilleur jeune | Classement du meilleur jeune | Classement du meilleur jeune | Classement du meilleur jeune | Classement du meilleur jeune |
| Coureur                      | Coureur                      | Pays                         | Équipe                       | Temps                        |
| ---------------------------- | ---------------------------- | ---------------------------- | ---------------------------- | ---------------------------- |

| Classement du meilleur jeune | Classement du meilleur jeune | Classement du meilleur jeune | Classement du meilleur jeune | Classement du meilleur jeune |
| Coureur                      | Coureur                      | Pays                         | Équipe                       | Temps                        |
| ---------------------------- | ---------------------------- | ---------------------------- | ---------------------------- | ---------------------------- |

| Classement par équipes | Classement par équipes | Classement par équipes | Classement par équipes |
| Équipe                 | Équipe                 | Pays                   | Temps                  |
| ---------------------- | ---------------------- | ---------------------- | ---------------------- |

| Classement par équipes | Classement par équipes | Classement par équipes | Classement par équipes |
| Équipe                 | Équipe                 | Pays                   | Temps                  |
| ---------------------- | ---------------------- | ---------------------- | ---------------------- |

## Évolution des classements
| Étape              |                             | Vainqueur _       |
| ------------------ | --------------------------- | ----------------- |
| Prologue           | prologue                    | Petra Rossner     |
| 1re étape          |                             | Catherine Marsal  |
| 2e étape           |                             | Cécile Odin       |
| 3e étape           |                             | Catherine Marsal  |
| 4e étape           |                             | Francesca Galli   |
| 5e étape           |                             | Evelyne Müller    |
| 6e étape           |                             | Kathy Watt        |
| 7e étape           | contre-la-montre individuel | Maria Canins      |
| 8e étape           |                             | Elisabetta Fanton |
| Classements finals |                             |                   |